# Torneo Apertura 2022 Ascenso Femenino (Guatemala)
La Categoría Femenina de Ascenso de Guatemala, organizada por la Liga Nacional de Fútbol Femenino de Guatemala es la segunda temporada de la categoría de ascenso del fútbol femenino guatemalteco, contiene los torneos cortos 3 y 4 de la categoría, y será la primera edición en la que los ascensos se realicen al final de la temporada y no de cada torneo.

## Sistema de competición
Se juegan 2 torneos (Apertura y Clausura) durante la temporada anual. Cada torneo ocupa un semestre de la temporada, compartiendo ambos el mismo formato:
El torneo se divide en dos partes:
- Fase de clasificación
- Fase final

### Fase de clasificación
Los 8 equipos jugarán una ronda clasificatoria de todos contra todos a una sola vuelta entre sí, terminando en 7 fechas totales de 4 partidos cada una para los grupos, Se utiliza un sistema de puntos, que se presenta así:
- Por victoria, se obtendrán 3 puntos.
- Por empate, se obtendrá 1 punto.
- Por derrota no se obtendrán puntos.

Al finalizar las 7 jornadas totales, la tabla se ordenará con base en los clubes que hayan obtenido la mayoría de puntos, en caso de empates, se toman los siguientes criterios:
1. Puntos
2. Puntos obtenidos entre los equipos empatados
3. Diferencial de goles
4. Goles anotados
5. Goles anotados en condición visitante.

### Fase final
Al final de la fase de clasificación, seis equipos pasarán a la siguiente ronda según la tabla general
Una vez determinados los clasificados, se recurrirá a la tabla general para realizar los enfrentamientos de acceso a semifinales, de la siguiente forma:
4° vs 5°
3° vs 6°
Los clubes vencedores en los partidos de acceso a semifinales serán aquellos que en los dos juegos anoten el mayor número de goles. De existir empate en el número de goles anotados, la posición se definirá a favor del club con mayor cantidad de goles a favor cuando actúe como visitante.
Las semifinales variarán según la posición en la tabla de los equipos ganadores de la fase anterior:
1° vs 2° mejor clasificado
2° vs 1° mejor clasificado
Los ganadores de las semifinales se enfrentarán en la Gran Final, disputándose a ida y vuelta, el mejor clasificado entre los finalistas jugará el último partido en su estadio.

### Ascensos y descensos
Los dos equipos finalistas de cada torneo clasifican a las series de ascenso, enfrentando al campeón de un torneo con el subcampeón del otro torneo y viceversa; si un equipo llega a la final dos veces, este ascenderá automáticamente sin necesidad de jugar una serie extra.

## Equipos participantes
| Equipo                    | Ciudad                                  | Estadio                            | Capacidad |
| ------------------------- | --------------------------------------- | ---------------------------------- | --------- |
| Escuintla                 | Escuintla, Escuintla                    | Estadio Armando Barillas           | 10 000    |
| Heredia                   | Livingston, Izabal                      | Estadio Roy Fearon                 | 8 000     |
| Juventud Copalera         | San Ildefonso Ixtahuacán, Huehuetenango | Estadio Antonio Castillo           | n/d       |
| K'iché                    | Santa Cruz del Quiché, Quiché           | Municipal de Santa Cruz del Quiché | 4 000     |
| Muniguate                 | Ciudad de Guatemala                     | Greenfield                         | 1 000     |
| Santa Lucía Cotzumalguapa | Santa Lucía Cotzumalguapa, Escuintla    | Estadio Municipal de Cotzumalguapa | 7 500     |
| UNIFUT Juvenil            | Ciudad de Guatemala                     | Estadio Cementos Progreso          | 17 000    |
| Villa Nueva               | Villa Nueva, Guatemala                  | Estadio Linda Vista                | 2 000     |

## Fase de clasificación

#### Tabla general
| Pos. | Equipos           | PJ | PG | PE | PP | GF | GC | DIF | PTS | Clasificación        |
| ---- | ----------------- | -- | -- | -- | -- | -- | -- | --- | --- | -------------------- |
| 1.   | Heredia           | 7  | 7  | 0  | 0  | 22 | 1  | +21 | 21  | Semifinales          |
| 2.   | Juventud Copalera | 7  | 6  | 0  | 1  | 22 | 2  | +20 | 18  | Semifinales          |
| 3.   | Muniguate         | 7  | 5  | 0  | 2  | 11 | 5  | +6  | 15  | Acceso a semifinales |
| 4.   | Santa Lucía       | 7  | 3  | 0  | 4  | 16 | 14 | +2  | 9   | Acceso a semifinales |
| 5.   | Escuintla         | 7  | 3  | 0  | 4  | 10 | 13 | -3  | 9   | Acceso a semifinales |
| 6.   | K'iché            | 7  | 3  | 0  | 4  | 12 | 20 | -8  | 9   | Acceso a semifinales |
| 7.   | Villa Nueva       | 7  | 1  | 0  | 6  | 3  | 18 | -15 | 3   |                      |
| 8.   | UNIFUT Juvenil    | 7  | 0  | 0  | 7  | 2  | 25 | -23 | 0   |                      |

#### Resultados
|                   | ESC   | HER   | JCO   | K'CH  | MGT   | SLC   | UNJ   | VNU   |
| ----------------- | ----- | ----- | ----- | ----- | ----- | ----- | ----- | ----- |
| Escuintla         |       | 0 - 3 |       | 2 - 4 |       |       | 2 - 0 | 3 - 0 |
| Heredia           |       |       | 2 - 1 |       |       | 4 - 0 | 6 - 0 | 3 - 0 |
| Juventud Copalera | 4 - 0 |       |       | 4 - 0 | 1 - 0 | 3 - 0 |       |       |
| K'iché            | 4 - 0 | 0 - 3 |       |       |       |       | 3 - 0 | 3 - 1 |
| Muniguate         | 1 - 0 | 0 - 1 |       | 2 - 1 |       |       |       |       |
| Santa Lucía       | 1 - 3 |       |       | 0 - 1 | 1 - 2 |       |       |       |
| UNIFUT Juvenil    |       |       | 0 - 6 |       | 1 - 3 | 1 - 3 |       |       |
| Villa Nueva       |       |       | can   |       | 0 - 3 | 0 - 3 | 2 - 0 |       |

## Fase final

#### Acceso a semifinales
| Fechas            | Local en la ida | Global | Local en la vuelta | Ida   | Vuelta |
| ----------------- | --------------- | ------ | ------------------ | ----- | ------ |
| 8 y 15 de octubre | K'iché          | 6 - 3  | Escuintla          | 4 - 0 | 2 - 3  |
| 9 y 10 de octubre | Santa Lucía     | 1 - 0  | Muniguate          | 0 - 0 | 1 - 0  |

#### Semifinales
| Fechas             | Local en la ida | Global | Local en la vuelta | Ida   | Vuelta |
| ------------------ | --------------- | ------ | ------------------ | ----- | ------ |
| 22 y 30 de octubre | Santa Lucía     | 1 - 5  | Heredia            | 0 - 2 | 1 - 3  |
| 22 y 30 de octubre | K'iché          | 2 - 3  | Juventud Copalera  | 1 - 1 | 1 - 2  |

Heredia y Juventud Copalera clasifican a las series de ascenso.

#### Final
| Fechas             | Local en la ida   | Global | Local en la vuelta | Ida   | Vuelta |
| ------------------ | ----------------- | ------ | ------------------ | ----- | ------ |
| 22 y 30 de octubre | Juventud Copalera | 4 - 2  | Heredia            | 3 - 0 | 1 - 2  |

#### Campeón
|                   |
| Juventud Copalera |